# Rái cá thường
Rái cá thường hay rái cá (tiếng Mường: thái khượp, tiếng Tày: tu bốn, tu nác, tiếng Thái: tu na pết, danh pháp hai phần: Lutra lutra) là loài điển hình của phân họ Rái cá, cũng là loài rái cá nước ngọt điển hình.

## Mô tả
Rái cá thường là loài rái cá duy nhất trong vùng phân bố của nó, vì vậy nó không bị nhầm lẫn với các loài thú khác. Thông thường, loài này dài 57 đến 95 cm (23–37 in), chiều dài không kể đuôi là 35–45 cm (14–18 in). Thể trọng từ 7 đến 12 kg (15,4-26,4 lb), đôi khi con đực trưởng thành đạt đến 17 kg (37 lb). Theo một nguồn đáng tin cậy nhưng chưa được xác minh, con đực nặng kỉ lục là 24 kg (53 lbs).

## Phân bố
Rái cá thường là loài rái cá phân bố rộng nhất, từ châu Á đến châu Phi và hầu khắp châu Âu, nên trong tiếng Anh nó còn có tên gọi là rái cá châu Âu. Nó được coi là đã tuyệt chủng tại Liechtenstein và Thụy Sĩ. Loài này phổ biến ở Latvia, dọc bờ biển Na Uy và nước Anh.
Tại Việt Nam có phân loài Lutra lutra chinensis Gray, 1837.

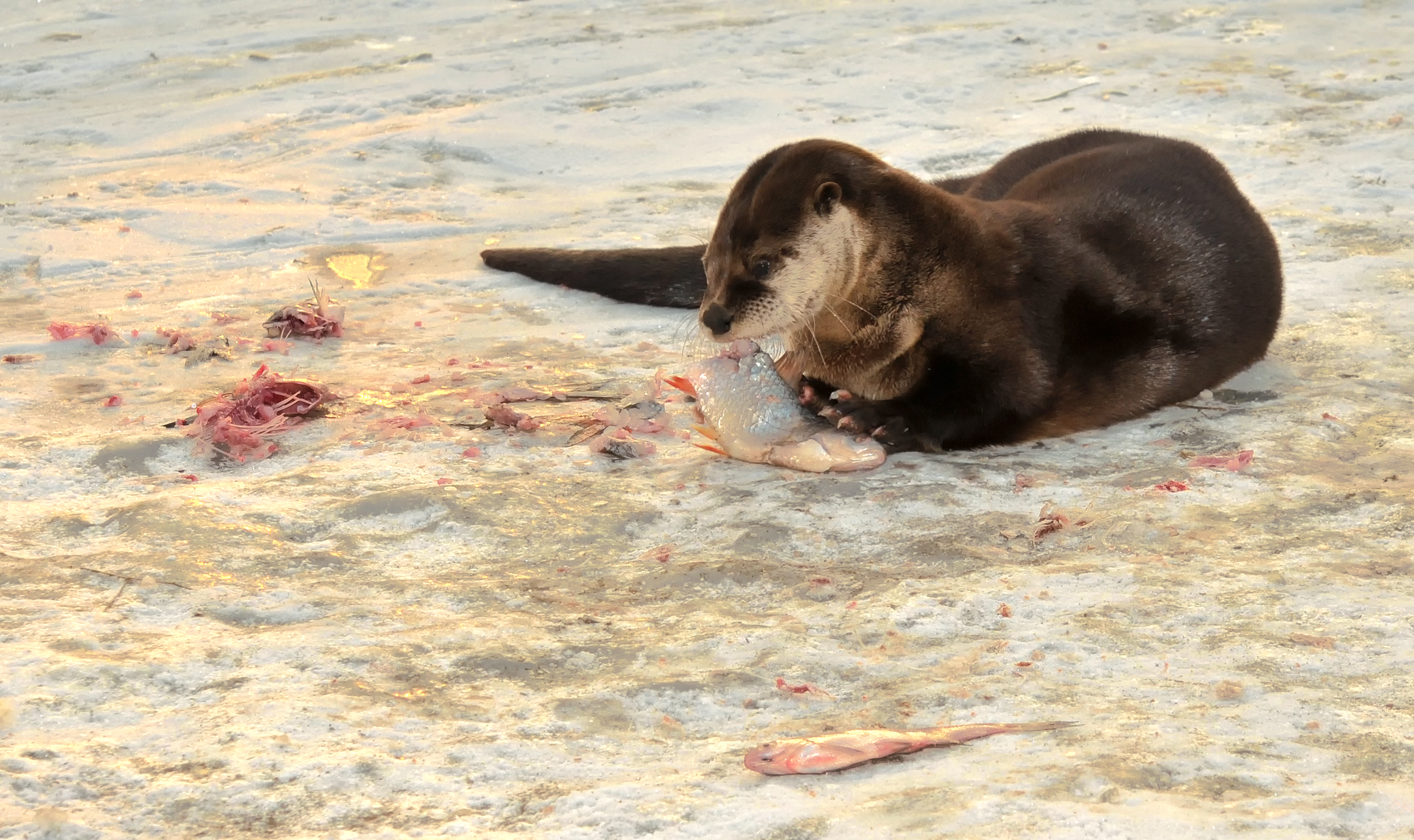
Bắt cá

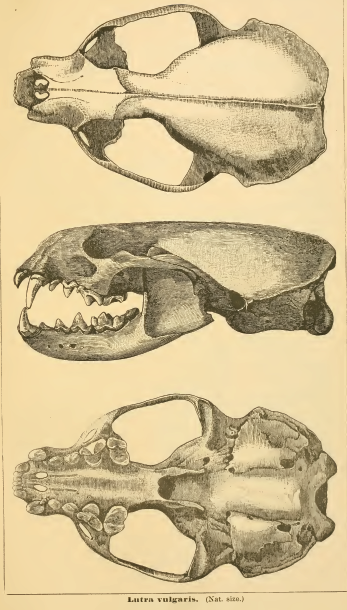
Sọ rái cá thường

## Hình ảnh

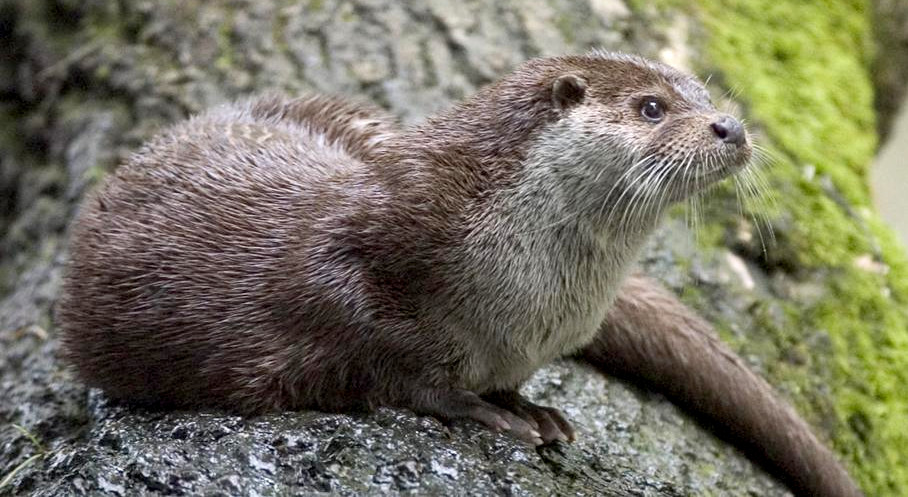
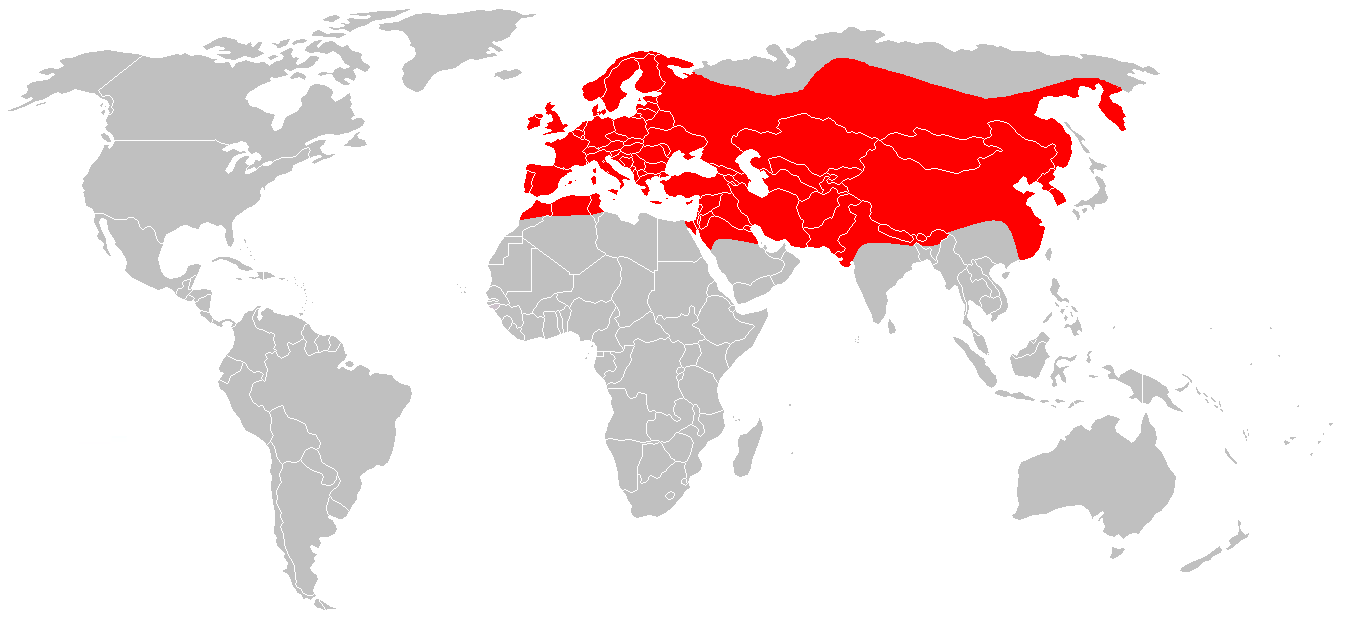
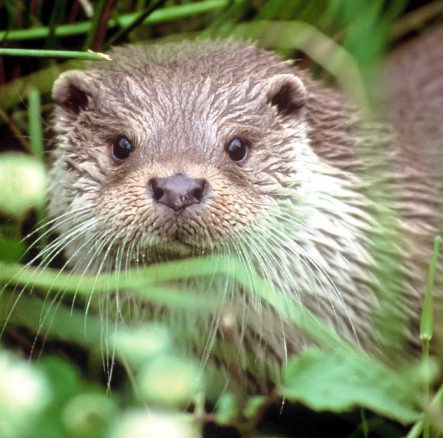